# 의혈남아
《의혈남아》(朋黨: Aginst All, 鐵血騎警II朋黨)는 홍콩에서 제작된 유위강 감독의 1990년 영화이다. 이수현 등이 주연으로 출연하였고 이수현 등이 제작에 참여하였다.

## 출연

### 주연
- 이수현
- 장가휘

### 조연
- 임경강
- 오설문
- 갈영건
- 이검충
- 이운비
- 김십이

## 기타
- 미술: 이요광
- 무술감독: 동위
- 책획: 황백문
- 제편: 등중무
- 제편: 진혜사